# Live at the House of Blues 10/3/03 (The Show Must Go Off!)
Live at the House of Blues 10/3/03 (The Show Must Go Off!) é o terceiro álbum ao vivo da banda The Adolescents, lançado em 24 de Fevereiro de 2004.

## Faixas
1. "No Way" — 2:34
2. "Who Is Who" — 1:18
3. "Self Destruct" — 0:53
4. "Democracy" — 2:33
5. "O.C. Confidential" — 3:29
6. "Creatures" — 2:04
7. "Welcome to Reality" — 2:06
8. "California Son" — 3:47
9. "Wrecking Crew" — 2:10
10. "American Lockdown" — 3:11
11. "L.A. Girl" — 1:48
12. "No Friends" — 2:34
13. "Things Start Moving" — 3:07
14. "Rip It Up" — 2:38
15. "Hawks & Dove" — 1:59
16. "Within These Walls" — 2:07
17. "Word Attack" — 3:02
18. "Amoeba" — 1:52
19. "Kids of the Black Hole" — 3:15
20. "[Faixa sem título]" — 6:10